# Aconitum pycnanthum
Aconitum pycnanthum är en ranunkelväxtart som beskrevs av Wen Tsai Wang. Aconitum pycnanthum ingår i släktet stormhattar, och familjen ranunkelväxter. Inga underarter finns listade i Catalogue of Life.